# ادیتورز
ادیتورز (به انگلیسی: Editors)، گروهِ آلترنتیو راکِ بریتانیایی، در سال ۲۰۰۲ در استافورد شکل گرفت.